# Guió (signe de puntuació)
El guió és un signe de puntuació que s'escriu com una línia horitzontal, més llarga que la del guionet. Existeixen el guió mitjà i el guió llarg.

## Guió llarg
El guió llarg (—) és normalment de l'amplada d'una ema majúscula. En el sistema Unicode, el guió llarg està catalogat sota U+2014 (decimal 8212). En el llenguatge HTML es pot fer servir l'índex numèric &#8212 o &#x2014, i també existeix el valor HTML &mdash. S'usa per a indicar aclariments o interjeccions (incisos) enmig d'una frase. Per exemple:
- Va omplir l'armari —que ja era ben ple— amb la roba que havia comprat el dia abans.

També s'usa per a indicar les intervencions de personatges diferents en un diàleg. Per exemple:
—Bon dia. Com te trobes?
—Bé! I tu?
En un diàleg també es fa servir per a separar els comentaris fets pel narrador. Per exemple:
—Si vols, et porto en cotxe —va dir amb un lleuger somriure.
—Home —va dir mentre s'acostava a la porta—, si no t'he de fer nosa...
En Marcel el va agafar de les mans.
—És clar que no! Tu sempre ets benvingut. —Tot caminant cap al garatge.

## Guió mitjà
El guió mitjà (–) és normalment de l'amplada d'una ena majúscula. En el sistema Unicode, el guió mitjà està catalogat sota U+2013 (decimal 8211). En el llenguatge HTML es pot fer servir l'índex numèric &#8211 o &#x2013, i també existeix el valor HTML &ndash.
El guió mitjà s'usa:
- com a signe de subtracció
- per indicar que el nombre que acompanya és un nombre negatiu o que correspon a un dels quadrants de l'esquerra d'un eix de coordenades
- darrere la coma decimal, per marcar que no hi ha cap decimal.

El guió mitjà, igual que el llarg, també pot servir per a marcar incisos, tot i que es recomana utilitzar el llarg.